# Rhizostoma luteum
Rhizostoma luteum är en manetart som först beskrevs av Jean René Constant Quoy och Joseph Paul Gaimard 1827.  Rhizostoma luteum ingår i släktet Rhizostoma och familjen Rhizostomatidae. Inga underarter finns listade i Catalogue of Life.